# Château du Grand-Chesnay
Le château du Grand-Chesnay, situé au Chesnay-Rocquencourt dans le département français des Yvelines est une demeure de plaisance dont l'édification a eu lieu à la fin du XVIIIe et au début du XIXe siècle en remplacement d'un château plus ancien.

## Localisation
Son adresse est au numéro 2 de la rue Jean-Louis Forain ainsi dénommée en 1931 en hommage au peintre et caricaturiste de ce nom qui vécut à partir de 1909 au Grand-Chesnay. Le château est voisin de l'église Saint-Germain du Chesnay et du Cimetière du Chesnay. Le nom de Grand-Chesnay est donné depuis le XIXe siècle à cette partie du Chesnay par opposition au Petit-Chesnay proche de Versailles.

## Histoire

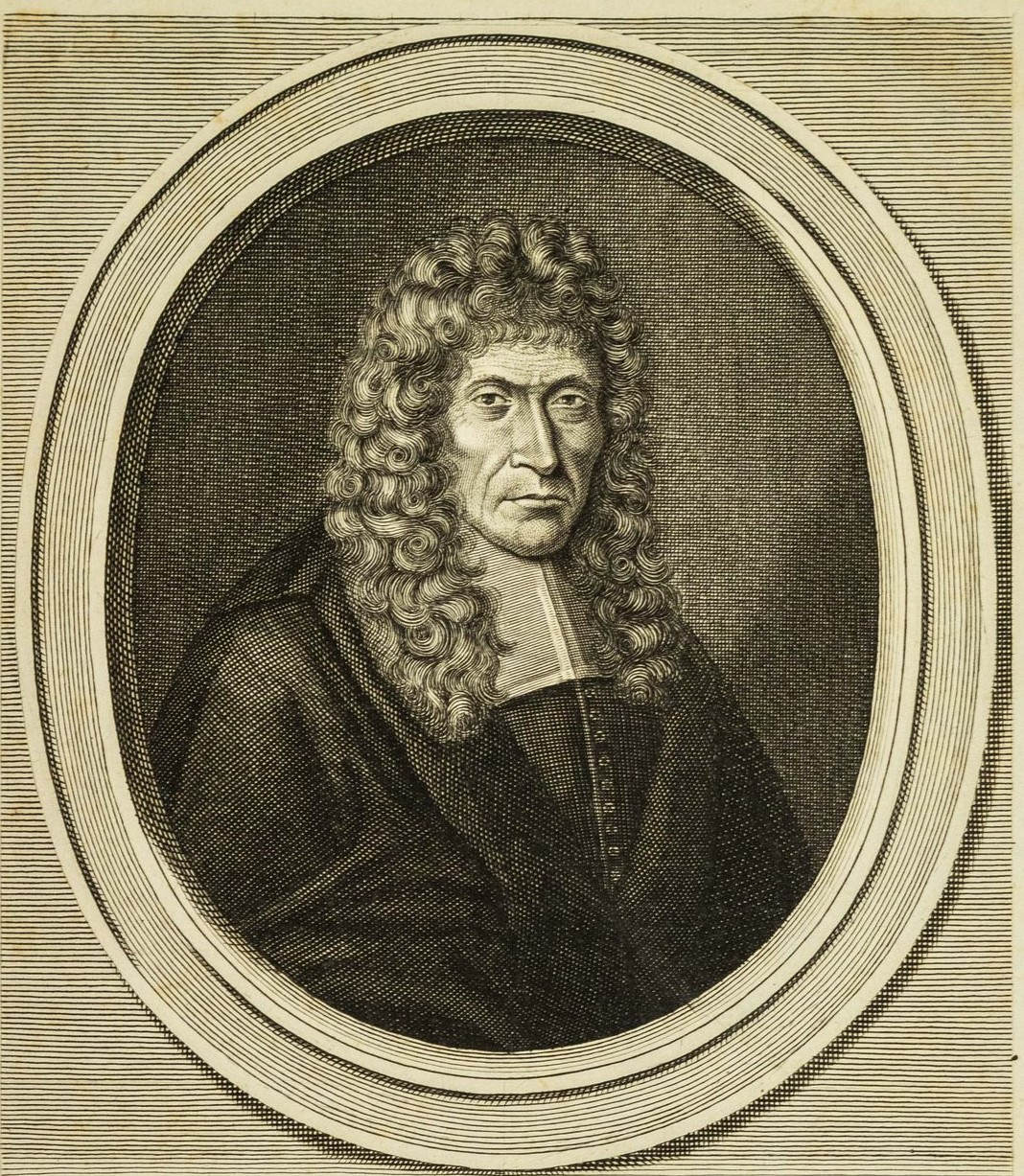
Paul Le Pelletier des Touches (gravure de Nicolas Habert)

Ses propriétaires les plus anciens connus sont des seigneurs jansénistes tels que Paul Le Pelletier, seigneur des Touches et des Sellenes (1621-1703), ami de Jean Duvergier de Hauranne, abbé de Saint-Cyran, et de Pierre Thomas du Fossé. Il appartient ensuite à Charles III Maignart, seigneur de Bernières et de la Rivère-Bourdet (1616-1662). Il accueille un temps en 1643, puis de 1653 à 1660, les Petites écoles de Port-Royal. Le règlement des Petites écoles du Chesnay a été publié en 1735 aux pages 54 à 58 du Supplément au nécrologe de l'abbaye de Port-Royal.
Il est ensuite la propriété de commis de la monarchie tels qu'Antoine de Ratabon et Louis de Verjus. Il est acquis le 26 juillet 1746 par Jean Menjaud (1703-1786), qui est cette année-là contrôleur de la maison de la dauphine d'Espagne infante Marie-Thérèse, morte quatre jours plus tôt. Celui-ci deviendra vers 1772 contrôleur de la maison de comtesse de Provence et sera le grand-père du peintre Alexandre Menjaud et de l'acteur Adolphe Menjaud, 239esociétaire de la Comédie-Française. Le château fait alors l'objet d'une reconstruction entre 1778 et 1811.

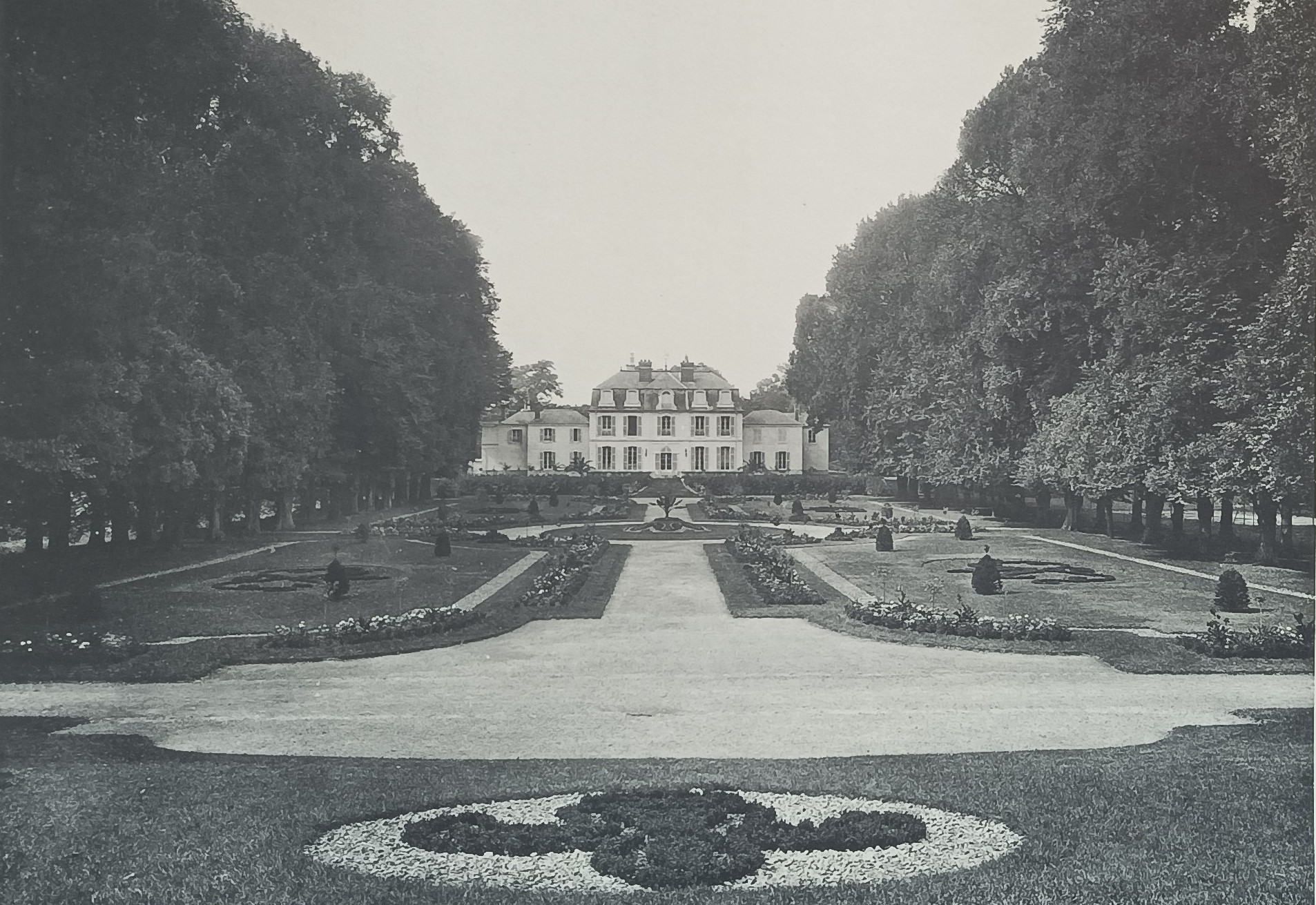
La facade sur le jardin à la française vers 1914.

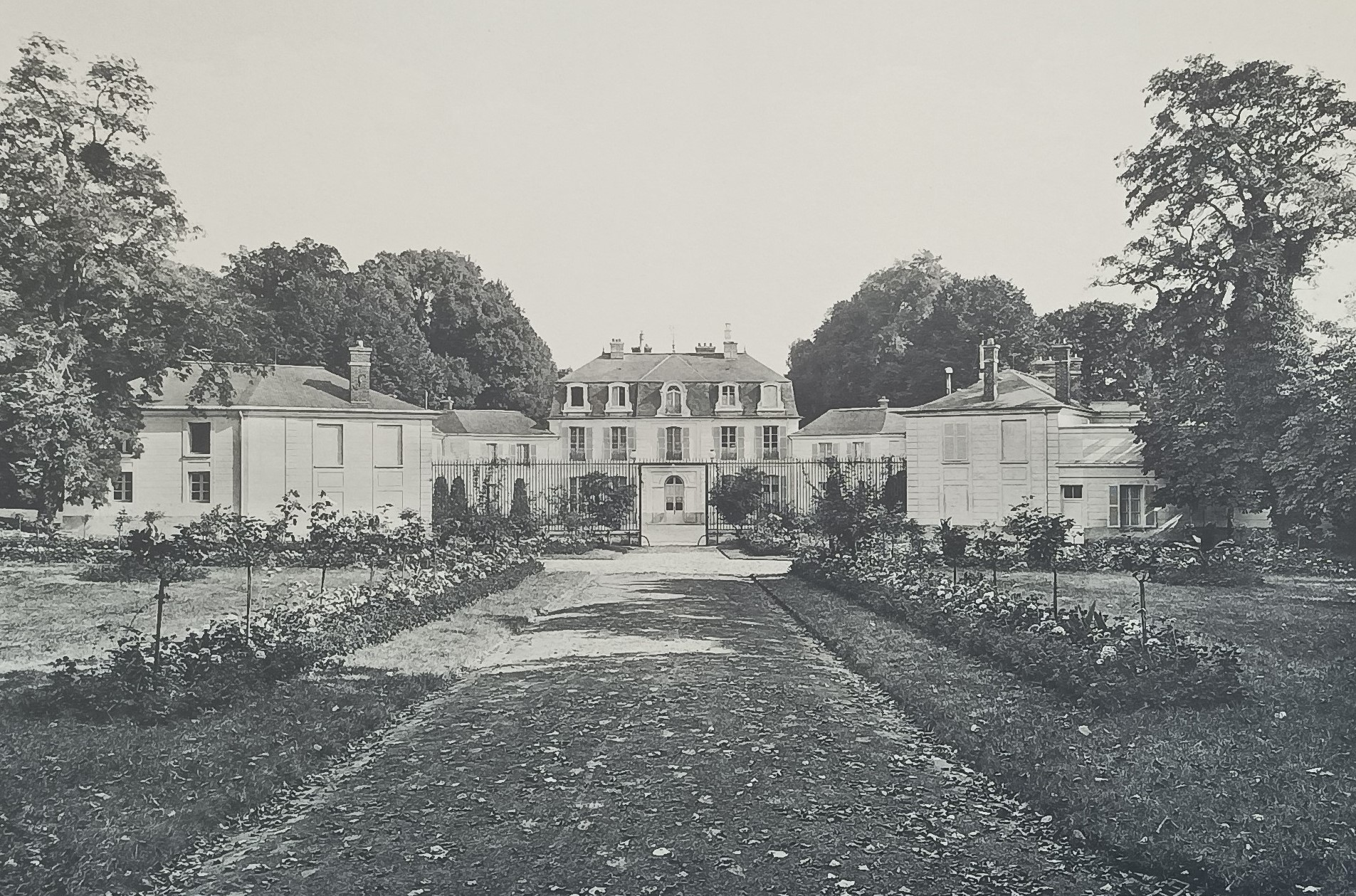
La façade sur la cour d'honneur vers 1914.

En 1802, il est acquis par Jean-Baptiste Caruel, oncle maternel du peintre Théodore Géricault lequel y vit un temps et laissera des dessins du domaine. Le peintre entretient avec sa tante, née Alexandrine-Modeste de Saint-Martin (1785-1875), une liaison dont naitra un fils caché. C'est ici que meurt en 1824 Pierre-Alexandre Le Camus, comte de Fürtenstein. Puis il appartiendra à Paul Caruel de Saint-Martin qui y reçoit maintes personnalités politiques. Son épouse, Elisabeth (1837-1897), fille du préfet Claude-Joseph-Brandelys Green de Saint-Marsault sera une des victimes de l'incendie du Bazar de la Charité.
C'est à l'époque un domaine magnifique d'une superficie de 25 hectares avec un parc sillonné d'allées, des prairies, un potager et un jardin à la française attribué à André Le Nôtre. L'architecture du château est attribuée de manière légendaire à Jules Hardouin-Mansart.

« Le beau château qu'on y voit, entouré de jardins délicieux et de promenades toujours fraiches, rendent des plus agréables cette habitation dont le propriétaire est M. Caruel. »

Au domaine est rattachée une ferme de près de cent hectares, sur le terrain de laquelle sera réalisée à partir de 1966 la cité résidentielle de Parly 2. Elle sera cependant vendue à part au départ des Caruel de Saint-Martin en 1890. Le château est alors acquis par le banquier et collectionneur Maurice Sulzbach (1853-1922), oncle du baron Henri de Rothschild. Son épouse, née Marguerite Ida Premsel (1863-1945), cantatrice mondaine, mezzo-soprano, en fait un des lieux de prédilection de son salon musical.

« Madame Maurice Sulzbach est au château du Chesnay près Versailles, où elle donne chaque dimanche un grand diner, après lequel ses invités ont la bonne fortune de l'entendre. »

Il est acquis vers 1922 par Jeanne Léger née Piegu (1857-1943), veuve en premières noces de son cousin André, Louis, Paul Piegu (1842-1888), directeur du journal Le Petit Parisien. Celle-ci va lotir la partie nord du parc, ramenant la superficie de celui-ci de vingt-cinq à dix-sept hectares. Sur une de ces parcelles sera plus tard édifiée une propriété qui accueillera Gilbert Bécaud. Le château devient ensuite, en 1932, la propriété de l'industriel Pierre Aubert (1873-1965), neveu du peintre Joseph-Jean-Félix Aubert et frère du compositeur et pianiste Louis Aubert (1877-1968). Cofondateur en 1907 de la société Aubert et Duval, Pierre Aubert redonne son éclat au château. Lors de la Libération de la France, Albert Speer et des responsables de l'armement allemand sont détenus quelque temps au château. Au décès de M. Aubert, la propriété est acquise en 1967, au moyen d'une expropriation pour cause d'utilité publique, par le Centre Hospitalier de Versailles, qui y édifie l'hôpital André-Mignot sur une partie du parc. La partie subsistante de celui-ci est aménagée, ouverte au public, et reçoit le nom de Parc Aubert en hommage au dernier châtelain du Chesnay. Le château, connu localement sous le nom de château Aubert, est de nos jours voué à la psychiatrie et à la biologie médicale.

## Architecture

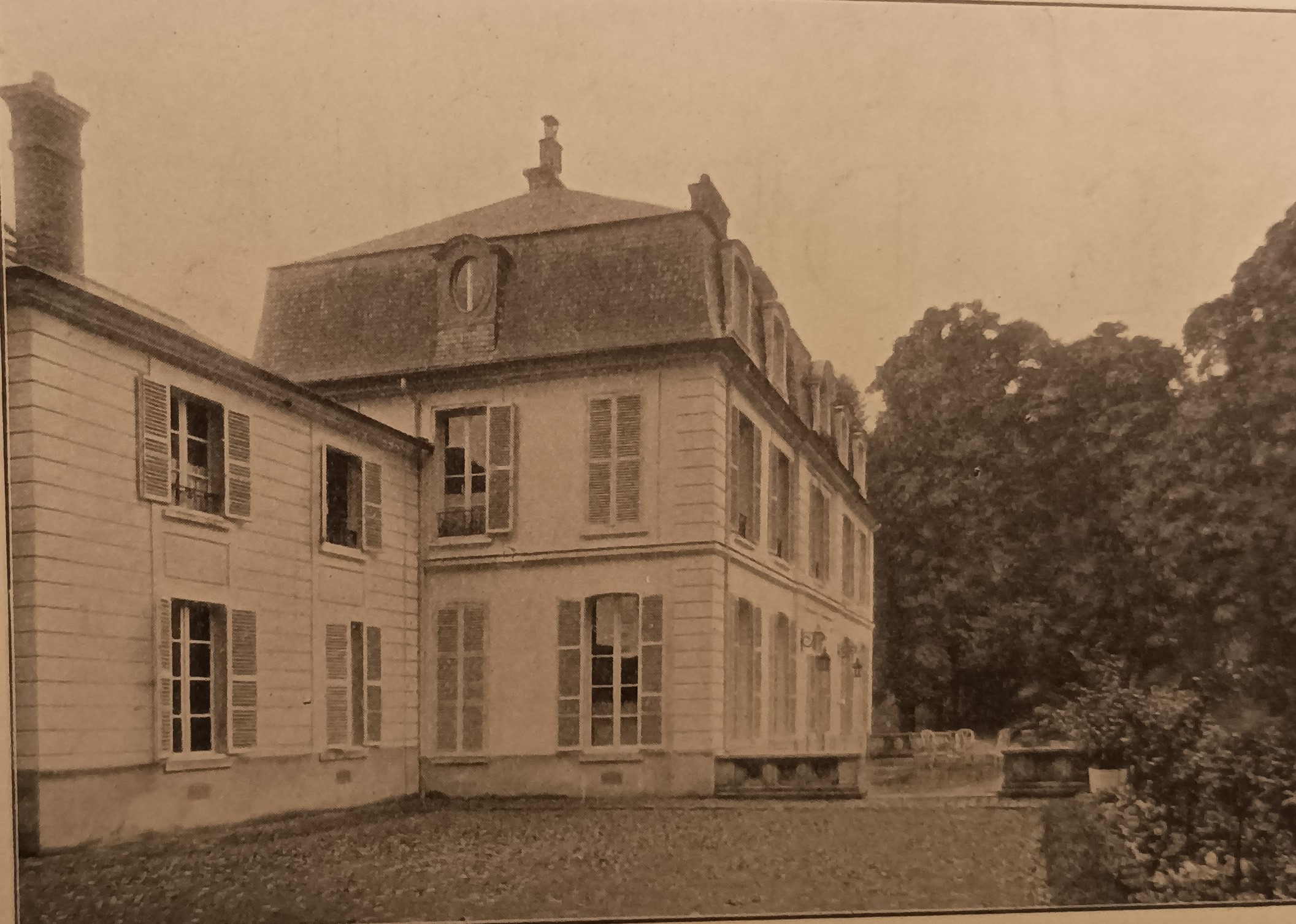
Le corps central du château vers 1914.

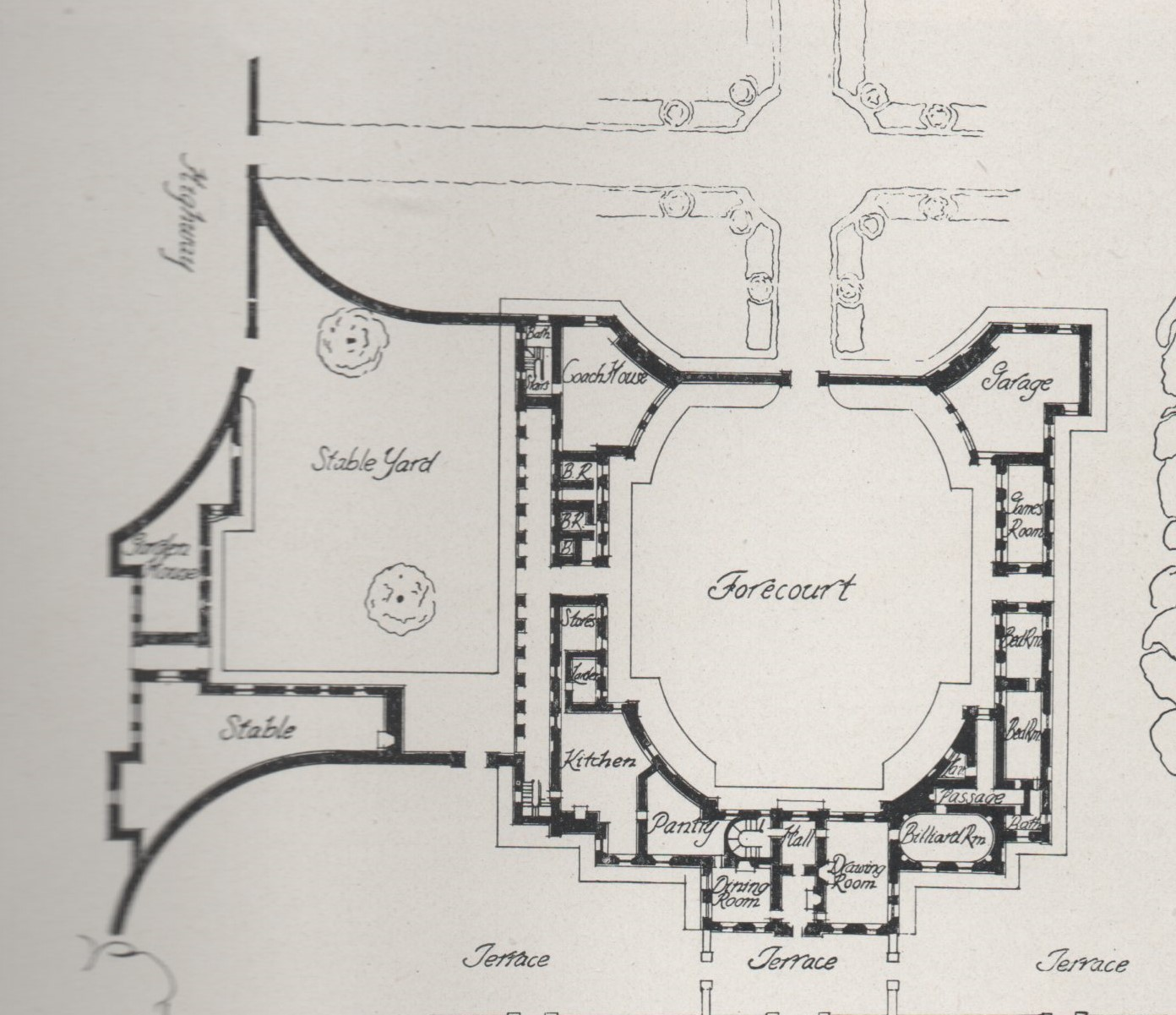
Plan du rez-de-chaussée du château vers 1925.

Le château, en pierre et enduit, se présente sous la forme d’un simple corps central de style classique, de cinq fenêtres de façade avec un rez-de-chaussée et deux étages, le dernier en mansarde. Il est flanqué de pavillons et d'ailes d'inspiration néoclassique. Du côté du jardin à la française, ce sont deux pavillons moins larges à un seul étage avec combles, en retrait du corps central auxquels sont reliées les ailes elles-aussi en retrait. Une cour d’honneur en hémicycle, délimitée par le corps central, quatre pavillons cintrés reliés entre eux par deux ailes, et fermée d’une grille, est un témoignage rare de cour d’honneur à huit côtés.

« La cour d’honneur a conservé la belle ordonnance que lui donnèrent ses créateurs au XVIIIe siècle. Aucun ornement inutile, aucun luxe offensant : rien que des lignes, des courbes, un rythme cadencé dont la simplicité fait la grandeur. Nous admirons les artistes du grand siècle qui, par la sûreté et la pureté de leur goût, se vouaient à la recherche exclusive de l’idéal et de la beauté (Simone Kapferer) »

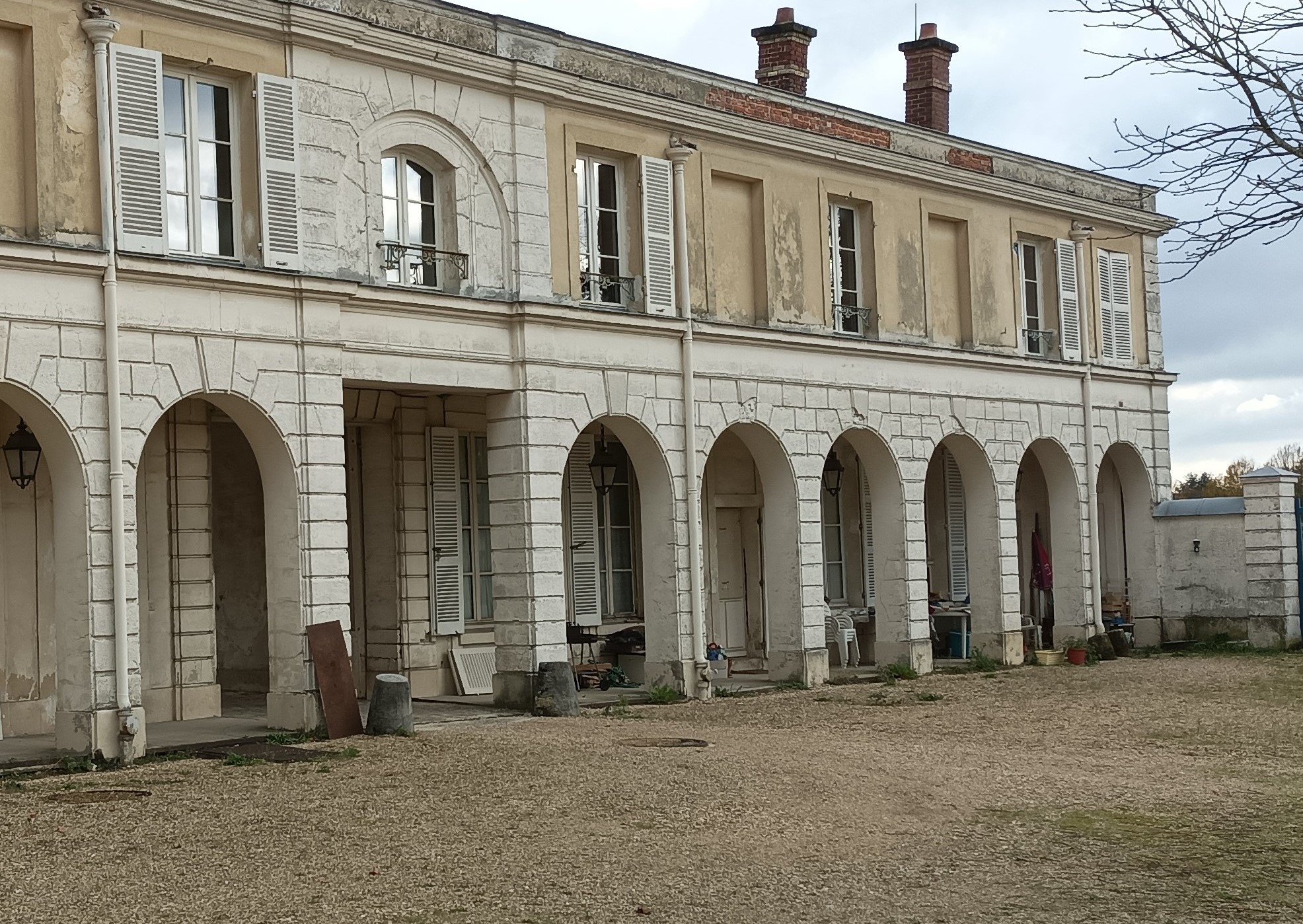
Château du Grand-Chesnay, la cour des communs.

Il existe aussi une cour des communs (ou cour du potager) flanquée d’un côté par une aile du château bordée d’un portique avec une belle série d’arcade en plein cintre. Pour l’historien de l’art Germain Bazin, « ce portique ferait penser aux barchese (barchessa) des villas vénitiennes, si son peu de profondeur lui permettait d’en jouer le rôle ». L’autre côté est bordé par des bâtiments autrefois à usage d’orangerie (c'est aujourd’hui la crèche Aubert), d’écurie et d’étable. Le terrain de l'ancien potager accueille un centre de transfusion sanguine. Le château donne sur une terrasse à partir de laquelle on descend par trois escaliers dans le jardin à la française.

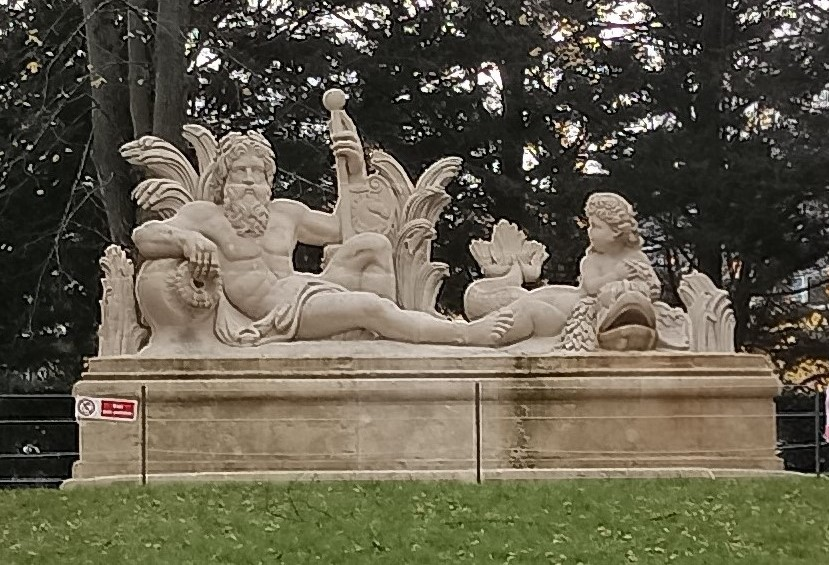
La fontaine du château du Chesnay.

Au bout de ce dernier se situe une fontaine recouverte d’un groupe sculpté. Il s’agit d’une copie assez fidèle d’une des fontaines du grand degré du château de Chantilly sculptée par Jean Hardy en 1683 sur des dessins d’André Gittard et d’André Le Nôtre.